# Tic-tac (bookmaker)
Pour les articles homonymes, voir Tic Tac.
Le tic-tac (aussi tick-tack et leurs variantes sans tiret) est une méthode de signes traditionnelle utilisée par les bookmakers pour communiquer les cotes des chevaux. Jusqu'au début du XXIe siècle c'était un spectacle très commun sur les hippodromes du Royaume-Uni, mais avec l'avènement des téléphones mobiles, il est désormais devenu rare. Les personnes le pratiquant portent généralement des gants blancs pour que l'on voie bien les mouvements de leurs mains.
Quelques exemples simples de signaux :
- Cote de 9/4 - top of the head en français : « sommet de la tête » : les deux mains touchant le sommet de la tête.
- Cote de 10/1 - cockle ou net (en français : « coque » ou « net ») : poings groupés avec le pouce de la main droite en saillie vers le haut, pour ressembler au nombre 10.
- Cote de 33/1 - double carpet en français : « double tapis » : les bras croisés, les mains à plat sur la poitrine.